# One for Sorrow
One for Sorrow — це п'ятий студійний альбом фінського гурту у стилі мелодійний дез-метал — Insomnium. Альбом вийшов 12 жовтня 2011 року в Фінляндії, 17 жовтня цього ж року по всій Європі, та 18 жовтня цього ж року в США, під лейблом Century Media Records.
Музичні відеокліпи були випущені для композицій «One for Sorrow», «Through the Shadows» та «Regain the Fire».

## Список композицій
| #     | Назва                       | Автор слів      | Автор музики             | Тривалість |
| ----- | --------------------------- | --------------- | ------------------------ | ---------- |
| 1.    | «Inertia»                   | Фріман          | Фріман                   | 3:43       |
| 2.    | «Through the Shadows»       | Фріман          | Фріман                   | 4:31       |
| 3.    | «Song of the Blackest Bird» | Севанен         | Фріман, Севанен та Ванні | 7:29       |
| 4.    | «Only One Who Waits»        | Севанен         | Фріман                   | 5:17       |
| 5.    | «Unsung»                    | Севанен         | Фріман, Севанен          | 5:04       |
| 6.    | «Every Hour Wounds»         | Фріман          | Фріман                   | 5:25       |
| 7.    | «Decoherence»               | Інструментальна | Фріман                   | 3:18       |
| 8.    | «Lay the Ghost to Rest»     | Фріман          | Фріман                   | 7:46       |
| 9.    | «Regain the Fire»           | Фріман          | Фріман                   | 4:27       |
| 10.   | «One for Sorrow»            | Фріман          | Фріман                   | 6:07       |
| 53:07 |                             |                 |                          |            |

| Обмежене видання | Обмежене видання                                                    | Обмежене видання | Обмежене видання |
| #                | Назва                                                               | Автор            | Тривалість       |
| ---------------- | ------------------------------------------------------------------- | ---------------- | ---------------- |
| 11.              | «Weather the Storm» (за участю Мікаеля Станне із Dark Tranquillity) | Фріман           | 4:53             |

| Бонус-треки до японського видання | Бонус-треки до японського видання | Бонус-треки до японського видання | Бонус-треки до японського видання |
| #                                 | Назва                             | Автор                             | Тривалість                        |
| --------------------------------- | --------------------------------- | --------------------------------- | --------------------------------- |
| 11.                               | «Weather the Storm»               | Фріман                            | 4:55                              |
| 12.                               | «Beyond the Horizon»              | Фріман                            | 5:11                              |

## Склад гурту
- Нііло Севанен − вокал, бас-гітара
- Вілле Фріман − гітара
- Вілле Ванні − гітара
- Маркус Гірвонен − ударні

## Примітка
1. ↑  (англ.)One for Sorrow - Insomnium | Songs, Reviews, Credits, Awards. AllMusic. Архів оригіналу за 10 лютого 2014. Процитовано 29 червня 2014.
2. ↑  (англ.)Insomnium: 'One For Sorrow' Release Dates Announced. Blabbermouth.net. 14-07-2011. Архів оригіналу за 05-08-2011. Процитовано 09-09-2011.
3. ↑  Insomnium - One For Sorrow (офіційний відеокліп). Архів оригіналу за 24 червня 2014. Процитовано 29 червня 2014.
4. ↑  Insomnium - Through The Shadows (офіційний відеокліп). Архів оригіналу за 24 червня 2014. Процитовано 29 червня 2014.
5. ↑  Insomnium - Regain The Fire (офіційний відеокліп). Архів оригіналу за 24 червня 2014. Процитовано 29 червня 2014.
6. ↑  (англ.)The Metal Critic: Insomnium - One For Sorrow. The Metal Critic. Архів оригіналу за 19 березня 2012. Процитовано 20-10-2011. [Архівовано 2012-03-19 у Wayback Machine.]
7. ↑  (англ.)Insomnium - One for Sorrow on Thisisnotascene. Архів оригіналу за 24 червня 2014. Процитовано 29 червня 2014.
8. ↑  (англ.)Insomnium - One for Sorrow on Thrash Hits. Архів оригіналу за 4 березня 2016. Процитовано 29 червня 2014.
9. ↑  (англ.)Insomnium - One for Sorrow on Sputnikmusic.
10. ↑  (англ.)Insomnium - One for Sorrow on SonicEscapes. Архів оригіналу за 5 березня 2016. Процитовано 29 червня 2014.
11. ↑  (англ.)One For Sorrow Review | Insomnium. Ultimate-Guitar. Архів оригіналу за 19 жовтня 2013. Процитовано 29 червня 2014.